# Masakr v Suchumi
Masakr v Suchumi je jednou z bitev a tragédií, jež se udály během války v Abcházii dne 27. září 1993. Jednalo se fakticky o druhou bitvu o hlavní město Abcházie Suchumi, a také o poslední velkou bitvu v této válce. Tentokrát na město zaútočili abchazští separatisté s vydatnou podporou dobrovolníků a žoldnéřů z Konfederace horských národů Kavkazu, aby vyhnali gruzínský prapor, jenž držel město pod kontrolou. Hlavní část událostí však byla zaměřena proti gruzínským civilistům, z nichž mnoho bylo povražděno a na 50 tisíc jich opustilo Suchumi a uprchlo do Gruzie nebo do Ruska. Tato událost byla ze strany Abchazů jasným porušením příměří, jež nařídila OSN, a na jehož dodržení mělo dohlížet Rusko.

## Průběh bitvy o Suchumi
Podle příměří, jež bylo mezi oběma stranami za pomocí Ruska vyjednáno 27. července 1993 v Soči, mělo gruzínské i abchazské vojsko stáhnout veškerou těžkou vojenskou techniku ze Suchumi a dalekého okolí, v čemž oběma stranám asistovala ruská armáda. 16. září však abchazská strana přestala příměří dodržovat s vysvětlením, že Gruzíni dohodu nedodržují (během 7 týdnů docházelo k přestřelkám ve Šromě a pod palbou se ocitli dokonce i pozorovatelé OSN) a zahájila rozsáhlou operaci, jejímž cílem bylo zmocnit se Suchumi. Během bojů se nad Suchumi údajně objevilo i několik ruských stíhaček MiG-29, které bombardovaly čtvrti obývané Gruzíny, a několik přilehlých gruzínských vsí u řeky Gumisty, a způsobily dle reportáží novináře Dmitrije Cholodova v deníku Moskevský Komsomolec rozsáhlé škody a mnoho mrtvých z řad civilistů.
Abchazové zaútočili 16. září nejen na Suchumi, ale také se pokusili znovu dobýt Očamčyru a uvolnit z gruzínského obležení východoabchazské město Tkvarčeli. Rusové na tuto situaci reagovali vysláním ministra obrany Pavla Gračova, který v Gudautě vyjednával přímo s vůdcem abchazských separatistů Vladislavem Ardzinbou a pak také s gruzínským vůdcem Eduardem Ševardnadzem v Soči. Výsledkem jeho mise bylo odsouzení abchazského útoku ze strany vlády Ruské federace jako porušení příměří, dále kritika gruzínského vedení z neochoty vyjednávat se separatisty, a také návrh na uvalení ekonomických sankcí na obě strany konfliktu. Ruská vláda poté odstřihla Abcházii od elektřiny, přerušila nad územím Abcházie rádiové a televizní vysílání a vypnula též telefonní síť. Situaci Gruzínům, kteří byli v oblasti bez těžkých zbraní, navíc neulehčily ani guerilly v západogruzínském kraji Samegrelo-Zemo Svaneti, kterou zčásti ovládli Zviadisté, přívrženci před více než rokem a půl svrženého gruzínského prezidenta, kteří odmítli bojovat po boku nelegitimní Ševardnadzeho „junty.“
Ve dnech 20. až 21. září se Abchazové a jejich spojenci z Konfederace horských národů Kavkazu, vyzbrojení těžkou technikou, raketomety s naváděnými střelami, kulomety, granátomety a protitankovými střelami, probili přes Gruzíny vyzbrojenými pouze puškami AK-47 a naprosto bezbrannými proti granátům a raketám, až na předměstí Suchumi a město téměř úplně obklíčili. Abchazové nabídli Gruzínům vzdát se a evakuovat se z města zabezpečeným koridorem, což ale gruzínský prapor ve městě odmítl. Následně proto bylo pro civilisty možné se kvůli nepřetržité střelbě na kraji města evakuovat do Gruzie jedině letecky, avšak Abchazové několik letadel sestřelili. Do přístavu v Suchumi dorazily ruské lodě, aby evakuovaly několik desítek tisíc gruzínských civilistů, další se pokoušeli dostat z města a z Abcházie jiným způsobem: prosmýknout se kolem abchazských jednotek přes Očamčyru a Gali do Mingrelie nebo přes hřebeny Velkého Kavkazu do Ruska. Mnoho gruzínských civilistů však v Abcházii a v Suchumi přesto zůstalo. Mezi zůstavšími byl i gruzínský předseda parlamentu, de facto prezident, Eduard Ševardnadze, jenž se na tiskové konferenci z 24. září snažil uklidnit zbývající obyvatelstvo následujícím prohlášením.
„Drazí přátelé, obyvatelé města Suchumi a občané Gruzie! Gruzie čelí nejtěžší hodině, zvláště Suchumi. Separatisté a zahraniční bojovníci právě vstoupili do města. Jsem hrdý na vaši odvahu... Tyto separatisty a oportunisty odsoudí historie... Ti totiž nechtějí, aby Gruzíni žili v tomto gruzínském městě. Mnozí z nich dokonce sní o tom, aby se tady opakovala tragédie z Gagry... Vím, že chápete výzvu, které čelíme. Vím, jak složitá je situace. Mnoho lidí již město opustilo, avšak vy přesto zůstáváte zde v Suchumi a bojujete za Gruzii... Vyzývám vás, občany města Suchumi, bojovníky, důstojníky a generály: Vím, jak je těžké být nyní ve vaší pozici, ale nemáme žádné právo ustoupit, musíme všichni stát pevně na zemi. Musíme nyní opevnit město a zachránit Suchumi. Chci vám všem říct, že my: vláda Abcházie, kabinet ministrů, pan Žiuli Šartava, jeho kolegové, správa města i okresní správa v Suchumi, jsme připraveni jednat. Nepřítel si je vědom naší připravenosti, proto bojuje tím nejbrutálnějším způsobem, aby zničil naše milované město Suchumi. Vyzývám vás, abyste udrželi soudržnost, sebekázeň a šanci na mír. S nepřítelem se musíme utkat přímo v našich ulicích tak, jak si to oni zaslouží!“

## Průběh masakru
Brzy ráno 27. září 1993 Abchazové podnikli závěrečný krok k ovládnutí Suchumi, čímž začala i nejčernější kapitola abchazských dějin. Střetli se se zdejší gruzínskou jednotkou, která však proti dobře vyzbrojené alianci Abchazů, bojovníků Konfederace horských národů Kavkazu, kozáků a ruských žoldnéřů neměla šanci. Separatisté kolem poledne obsadili televizní věž a obsadili všechny mosty ve městě a důležité dopravní uzly. Gruzínští vojáci se proto stáhli do centra do budovy parlamentu Autonomní republiky Abcházie, aby zajistili bezpečnost členům Gruzii loajální abchazské vlády. Separatisté ovládli odpoledne město kompletně, přičemž bylo v bojích zabito kolem tisíce mužů ve zbrani.
Abchazští bojovníci však pod dojmem tohoto vítězství pocítili šanci pomstít se Gruzínům za krvavé události z první bitvy o Suchumi a pustili se do vyvražďování zbylých zhruba 20 tisíc občanů ve městě, kteří se ocitli v pasti, a do etnických čistek. Separatisty v jejich řádění ve městě doplnili jejich spojenci z Konfederace horských národů a hlavně Čečenci, kteří po městě označovali domy podle etnické příslušnosti těch, co ve městě zbyli, a doslova lovili civilisty, shromažďovali je na ulici a zabíjeli je, dospělé i děti, ženy i muže. Často bez ohledu na jejich etnickou příslušnost, mnohdy je zabíjeli přímo v domech a na ulici je vůbec k „popravám“ nepřiváděli. Jiné brali jako rukojmí, aby se pak bavili jejich mučením nebo tím, že je nutili sledovat, jak vraždí jejich příbuzné a přátele, často nechávali děti sledovat, jak umírají jejich rodiče, a jinde se rodiče museli dívat na vraždy svých dětí. Zabíjeni byli i Abchazové a další členové separatistických vojsk, kteří se pokoušeli těmto zvěrstvům zabránit. Největší ukrutnosti se děly v městském parku, na náměstí před budovou parlamentu, jež skončila v plamenech stejně jako abchazský národní archiv, ve školách a v nemocnici. Očití svědkové těchto událostí, kteří zázrakem masakr přežili, tvrdili, že pachatelé mluvili buď rusky, nebo některým ze severokavkazských jazyků. Avšak mezi pachateli poznali i mnoho svých abchazských a arménských sousedů. Později se vedly i spory o tom, kdo separatistům při masakrech velel, a přes mnohá protichůdná svědectví byl zřejmě jedním z hlavních organizátorů masakru čečenský terorista Šamil Basajev, jenž v té době coby náměstek ministra obrany separatistické Abcházie a separatistický „hrdina“ velel podstatné části vojsk.
Abchazové ve městě dopadli členy vlády Autonomní republiky Abcházie (Gurama Gabiskiriju, Raula Ešbu, Mamiju Alasaniju a premiéra Žiuliho Šartavu) a popravili je navzdoru ujištění, že jim bude zaručena bezpečnost. Na fotografiích mrtvých gruzínských civilistů i zabitých politiků byly patrné známky, že byli skutečně před smrtí vystavováni mučení. Zabito bylo i mnoho Gruzínů, kteří po celou dobu konfliktu setrvávali na území, jež ovládali separatisté.
Vůdce Gruzínů Eduard Ševardnadze unikl toho dne zajetí separatisty a smrti jen těsně a ze Suchumi, kde do poslední chvíle burcoval Gruzíny k odvaze, odcestoval spěšně na poslední chvíli do Gruzie. Z Tbilisi pak 28. září odsoudil události ze Suchumi z předešlého dne, označil je za těžkou morální a politickou ránu a nechal se slyšet, že se jednou Gruzie znovu Suchumi zmocní, i kdyby to trvalo celou generaci. Při tom ale bez důkazů obvinil Rusko, že stojí za vzbouřením Abcházie. To ale pouze vedlo k prudkému zhoršení gruzínsko-ruských vztahů, protože Rusové se během tohoto konfliktu vždy snažili hrát roli prostředníků při jednáních o míru, přestože Gruzíni během dřívějších bojů zajali nebo zabili i několik ruských vojáků účastných v konfliktu, avšak nepředložili žádný důkaz, že by tak oni činili na rozkaz ruského velení. Naopak, Rusové během událostí, jež následovaly po 27. září, přispěchali s dalšími loděmi do Suchumi, aby evakuovali přibližně 5 tisíc zoufalých gruzínských civilistů před prakticky jistou smrtí.

## Následky masakru
Krátce po pádu Suchumi, která znamenala totální porážku Gruzie ve válce v Abcházii a krvavou tečku v tomto konfliktu, ovládli Abchazové prakticky bez boje spolu se svými spojenci i zbytek Abcházie, kde docházelo též k vyvražďování obyvatel, převážně Gruzínců, vypalování jejich domů nebo celých vesnic. Jedinou částí Abcházie, kterou Abchazové neovládli, byla soutěska Kodori na severovýchodě, kde se veliteli místní svansko-gruzínské guerilly Emzaru Kvicianimu povedlo náporu Abchazů buď odolat, nebo se s nimi dohodnout. Každopádně k bojům zde docházelo koncem listopadu 1993, kdy Abchazové ovládli po dvou dnech střelby dolní část soutěsky Kodori.
Každopádně konec této války znamenal též etnické čistky Gruzínů z Abcházie. Podle odhadů, kromě zhruba 30 tisíc civilistů zabitých při bojích nebo při masakru v Suchumi a jinde, z Abcházie uprchlo nebo bylo vyhnáno 230 až 250 tisíc obyvatel, převážně gruzínské národnosti, z nichž mnozí, zvláště ti, kteří se rozhodli utéct přes soutěsku Kodori, podléhali nemocem nebo hlady v důsledku nedostatku zásob a špatného podzimního, v horských oblastech již zimního, počasí. Abcházie a hlavně Suchumi zůstalo následkem těchto událostí prakticky vylidněné. Násilnosti v Abcházii, kdy docházelo k vraždám, rabování či zabírání majetku vyhnaných Gruzínů, trvaly ještě během roku 1994, přestože nabyla platnosti Moskevská dohoda, která konečně zajistila klid zbraní, hlavně umístěním mírových sborů SNS na hranici mezi Abcházií a Gruzií podél řeky Inguri. Spojenci Abchazů, zvláště Čečenci, se většinou po skončení bojů v Abcházii přemístili do své domoviny, kde bojovali v právě vypuklé první čečenské válce.